# 롭 폴슨
롭 폴슨(Rob Paulson)은 미국의 남성성우로, 닌자 거북이의 라파엘, 디즈니 캐릭터인 호세 카리오카역을 맡은 것으로 유명하다.
현재까지 약 250명의 다른 캐릭터의 목소리를 연기했으며,현재도 활동 중이다.

## 에피소드
롭 폴슨은1956년 3월 11일미국 미시간 디트로이트 출생으로
페리시 토드와 결혼해 아들 안톤이 있다.시카고 TV스테이션 인터뷰에서 그는
스스로를 "성우가 되기로 한 가수(a singer who decided to become an actor)"라고 했다.
청소년기에는 성가대에 참가하고,글래머 스쿨의 무대에 오르기도 했다.
당시 꿈은 프로 포켓볼 선수였다고 한다.
1983년 Eyes of Fire에 배우로 출연한 이후,1980년대에는 '보디 버블Warlock'의 실사영화에 출연하기 시작했다.

## 출연작

### 애니메이션
- 구피와 친구들-피제이
- 닌자 거북이(1987–1996)-라파엘
- 덱스터의 실험실-글로리 회장
- 덕 다저스 - 맥,포코
- 릴로 & 스티치 TV시리즈-루벤(실험체625호)
- 만능수리공 매니-Fast Eddie
- 마이티 맥스-마이티 맥스
- 미키 마우스 워크-호세 카리오카
- 미키의 클럽하우스-투들스
- 벤 10-디토
- 벤 10: 에일리언 포스-Baz-El
- 벤10: 얼티메이트 에일리언-Baz-El
- 빌리와 맨디-엑스트라
- 사무라이 잭- Rothchild
- 스머프(1981)-엑스트라
- 스파이더 맨-모리스 벤치,히드로 맨
- 앵그리 버드-화이트 버드,스몰 피그,헬멧 피그
- 욕심쟁이 오리아저씨-글래스톤 겐더
- 티몬과 품바- 반자이
- 틴 타이탄- 소스
- 천재소년 지미 뉴트론-칼,부치
- 킴 파서블- 아나운서
- 캣독-핫독
- 파워 퍼프 걸-브릭 부머
- 핑키와 브레인-핑키
- 하우스 오브 마우스-호세 카리오카

### 극장용 애니메이션
- 리로이 & 스티치-루벤
- 뮬란 2- 제키 왕자
- 멜로디 타임-호세 카리오카
- 밤비 2- 추가 음성
- 디즈니 삼총사-음유시인 거북이
- 신데렐라 2-잭,공작,휴그,버트,꽃장수
- 신데렐라 3-잭,공작,비숍
- 인어공주 2-에릭왕자
- 토드와 코퍼 2-치프
- 팅커벨- 버블